# Eder (Bíblia)
Eder (em hebraico: אידר), de acordo com o texto bíblico do Antigo Testamento, é uma das cidades do "extremo" de Judá, no Neguebe ("Sul"), perto da fronteira de Edom (Josué 15:21), possivelmente Kh. el `Adar, a 8 quilômetros ao sul de Gaza, porém provavelmente bem distante do oeste.
Eder ou melhor Migdal Eder (mighdal `edher), "a torre do rebanho", também refere-se a uma localidade mencionada como "a torre de Eder". Segundo a narrativa bíblica, após a morte de Raquel se ter sido enterrada "no caminho de Efrata (o mesmo que Belém), Israel partiu, e armou a sua tenda além da torre de Eder" (Gênesis 35:19–21). 
Em Gênesis 35:27, ela é descrita como procedendo a Hebrom. Esta "torre do rebanho", que pode ter sido apenas uma torre e não da cidade, deve ser procurada entre Belém e Hebrom. Jerônimo diz que ela estava a uma milha romana de Belém. Na Septuaginta, no entanto, 35:16 e 21 são transpostas, o que sugere que pode ter havido uma tradição que Migdal Eder estava entre Betel e Belém. Deve ter havido muitas torres como esta para guarda de rebanhos contra ladrões. Compare com "torre de vigia" (2 Reis 18:8, etc.). A frase "Migdal Eder" ocorre em Miqueias 4:8, onde Jerusalém é comparada a uma torre.